# 크리스티안 폰 하노버
크리스티안 폰 하노버(Prince Christian of Hanover, 1985년 6월 1일 ~ )는 에른스트 아우구스트 폰 하노버와 그의 첫 번째 부인 샹탈 호출리의 차남이다.